# La falena nera
La falena nera (The Black Moth) è un romanzo della scrittrice inglese Georgette Heyer.

## Trama
Jack Carstares, conte di Wyncham, ha lasciato l’Inghilterra sette anni fa, scegliendo di sacrificare il proprio onore per salvare quello del fratello Richard accusato, giustamente peraltro, di aver barato a carte. Tornato nel suo Paese, vive in clandestinità, vivendo di giorno come un nobile, sir Anthony Ferndale, mentre di notte veste i panni di un bandito derubando i nobili di passaggio.
Richard Carstares, fratello di Jack, vive da anni col rimorso per il sacrificio del fratello, che si è preso una colpa non sua affinché Richard potesse sposare la bella Lavinia Belmanoir, di cui è ancora follemente innamorato.
Tracy Belmanoir, duca di Andover e fratello di Lavinia, si trova a Bath, dove incontra la bella miss Diana Beauleigh, del quale si invaghisce, non ricambiato. Tracy è un uomo capriccioso e per niente abituato a non ottenere ciò che vuole: decide così di organizzare il rapimento della fanciulla, onde costringerla a sposarlo per non rimanere disonorata. La notte in cui però decide di attuare il suo piano, si imbatte in Jack Carstares (pur senza riconoscerlo perché mascherato) che salva la ragazza rimanendo però ferito.
Diana, che stava viaggiando insieme ad una zia nubile, porta il ferito a casa del padre, dove viene curato. Jack si ritrova così convalescente per parecchi giorni a casa Beauleigh, durante i quali approfondisce la conoscenza di Diana finendo per innamorarsene, ricambiato.
Ovviamente non può chiedere la mano della ragazza perché lui non è altro che un bandito, oltre che un uomo con un nome che significa vergogna e disonore, e si allontana dalla ragazza e dalla di lei famiglia per cercare di dimenticarla.
Una notte decide di assaltare una carrozza: purtroppo l’occupante, sir Miles O’Hara reagisce ponendo fine all’aggressione e, rivelandosi un magistrato, arresta il bandito, non sapendo che altri non è che Jack, suo carissimo amico prima della sua fuga dall’Inghilterra. Il giorno successivo, constatando la vera l’identità del malvivente, gli rinnova la propria amicizia dicendogli di non aver mai creduto al fatto che lui avesse barato alle carte e capendo che il responsabile altri non era che il fratello Richard. Gli offre pertanto ospitalità in casa propria, spacciandolo per il cugino di sua moglie Molly.
Intanto Richard si fa sempre più cupo: non sopporta più di mantenere il segreto, tanto più che il padre è morto e che Jack di fatto ora è il nuovo capo della casata ed ha diritto di entrare in possesso del patrimonio di famiglia, oltre che dell’eredità e del titolo. Inoltre la sua bella moglie Lavinia, che si rivela essere una donna dall’umore piuttosto instabile e capriccioso, non fa che dargli grattacapi: mal sopporta il periodo di lutto per la morte del suocero perché vorrebbe andare a Londra a divertirsi, e non desidera che il marito faccia ammenda raccontando in società che era lui il baro, rovinando così anche la sua reputazione di nobildonna.
Nemmeno Tracy Belmanoir non si dà pace: desidera Diana in modo quasi ossessivo ed ordisce un altro piano per rapirla: fa in modo che un suo uomo di fiducia si faccia assumere come stalliere nella tenuta della famiglia Beauleigh in modo da poterla spiare.
Intanto Jack sta pensando di lasciare nuovamente il Paese: non riesce a dimenticare Diana; inoltre non vuole che il fratello riveli la verità sulla famosa partita a carte e non ne vuole sapere di entrare in possesso dell’eredità di famiglia, anche se ormai Richard è deciso a far di testa sua e riabilitare così il buon nome del fratello.
La spia di Belmanoir riesce, con uno stratagemma, a far allontanare Diana dalla tenuta e la conduce in un luogo dove si trova il duca di Andover, che la rapisce portandola via in carrozza. Il padre della ragazza, vedendo arrivare a casa il cavallo della figlia senza di lei, corre da sir O’Hara che sta ancora ospitando Carstares. Quest’ultimo viene a conoscenza di quello che è successo all’amata e si precipita a casa di Belmanoir, che sfida a duello. Riesce a vincere lo scontro, pur non uccidendo il duca, che si dichiara sconfitto.
Richard rivela la verità su chi ha barato a carte sette anni prima, annuncio che peraltro viene accolto con notevole disinteresse, poiché è passato molto tempo e non importa più a nessuno cosa è veramente successo. Viene così riabilitato l’onore di Jack, che ora può chiedere in sposa Diana.